# 丹尼尔·尤因
丹尼尔·乔治·尤因（英語：Daniel George Ewing，1983年3月26日—），美国NBA联盟职业篮球运动员。他在2005年的NBA选秀中第2轮第2顺位被洛杉矶快船选中。